# Сантенак-д’Уст
Сантена́к-д’Уст (фр. Sentenac-d'Oust) — коммуна во Франции, находится в регионе Юг — Пиренеи. Департамент коммуны — Арьеж. Входит в состав кантона Уст. Округ коммуны — Сен-Жирон.
Код INSEE коммуны — 09291.

## Население
Население коммуны на 2008 год составляло 88 человек.
| 1962 | 1968 | 1975 | 1982 | 1990 | 1999 | 2008 |
| ---- | ---- | ---- | ---- | ---- | ---- | ---- |
| 112  | 148  | 123  | 98   | 98   | 96   | 88   |

## Экономика
В 2007 году среди 58 человек в трудоспособном возрасте (15—64 лет) 40 были экономически активными, 18 — неактивными (показатель активности — 69,0 %, в 1999 году было 75,0 %). Из 40 активных работали 33 человека (19 мужчин и 14 женщин), безработных было 7 (5 мужчин и 2 женщины). Среди 18 неактивных 3 человека были учениками или студентами, 11 — пенсионерами, 4 были неактивными по другим причинам.